# Macroplea mutica
Macroplea mutica (лат.) — вид жуков-листоедов из подсемейства радужниц. Распространён в Европе, Сибири, Казахстане, Центральной Азии (Узбекистане, Кыргызстане), Монголии, на Дальнем Востоке России и в Японии. Под водой эти жуки проводят весь свой жизненный цикл, хотя биология, главным образом личинок, не полностью изучена.

## Описание
Имаго длиной 4,5—7 мм (самцы меньше, чем самки), имеют соломенную окраску. Ноги и усики длинные. Данный вид характеризуется следующими признаками:
- переднеспинка заметно сужена к основанию, большей частью с двумя-тремя продольными чёрными пятнами;
- вершинный угол надкрылий вытянут в треугольный шип.

## Экология
Особи живут под водной мелководья различных пресных и солёных водоёмов, перебираясь по водным растениям. Могут опускаться на глубину от 25 до 50 см. Они встречаются среди различных растений, в том числе взморник, рдест, руппия, занникеллия и перистолистник.